# Namíbia nos Jogos Olímpicos de Verão de 2000
Namíbia participou dos Jogos Olímpicos de Verão de 2000 em Sydney, Austrália.